# Intergalaktisk rymdfart

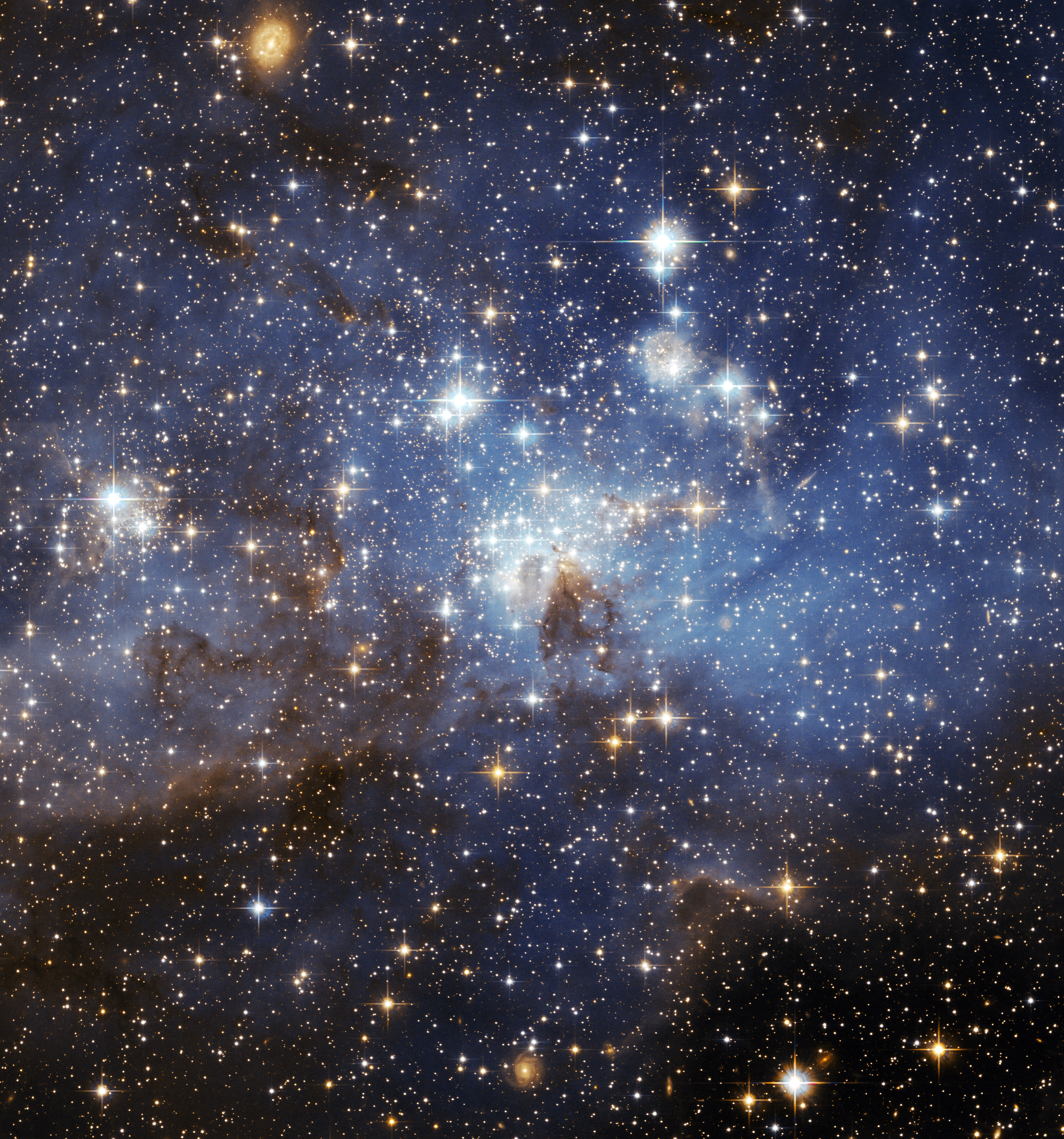
Med ett avstånd på 160 000 ljusår är Stora magellanska molnet den tredje närmaste galaxen från Vintergatan.

Intergalaktisk rymdfart är rymdfart mellan galaxerna. På grund av de enorma avstånden skulle sådana resor kräva ännu mer teknisk utveckling än interstellära färder.
Tekniken ligger långt bortom den teknik människan har i dag, och är därför ännu bara föremål för science fiction och spekulation. En av teorierna som föreslagits är användandet av så kallade maskhål.